# Tim J. Schulz

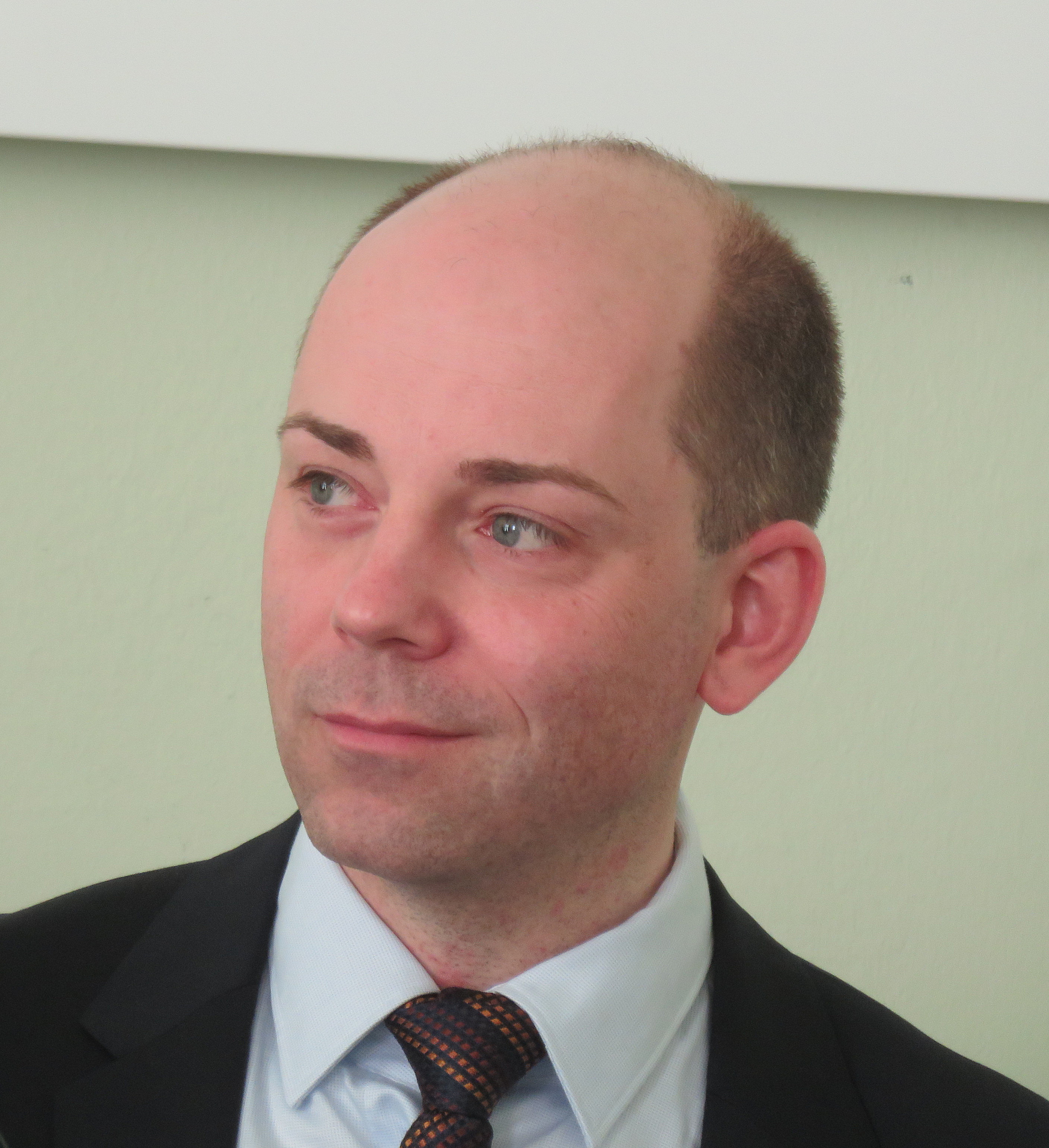
Tim J. Schulz, 2018

Tim Julius Schulz (* 27. Januar 1979 in Northeim) ist ein deutscher Biochemiker und Ernährungswissenschaftler.

## Leben
Tim Schulz studierte ab Oktober 1999 Biochemie an der Universität Potsdam und schloss dort sein Studium 2004 mit dem Diplom ab. Es folgte ein Promotionsstudium an, das 2007 bei Michael Ristow an der Friedrich-Schiller-Universität Jena (Lehrstuhl für Humanernährung) mit einer Doktorarbeit zum Thema Hepatocyte-specific Inactivation of the Mitochondrial Protein Frataxin abgeschlossen wurde. Als Post-Doktorand war er von September 2007 bis Juli 2012 dank jährlich wechselnder Stipendien am Joslin Diabetes Center der Harvard Medical School tätig. Von September 2012 bis März 2016 leitete er die Emmy Noether-Nachwuchsgruppe „Fettzell-Entwicklung“ am Deutschen Institut für Ernährungsforschung (DIfE) in Potsdam-Rehbrück. Im April 2016 wurde er mit einem auf fünf Jahre befristeten Vertrag W2-Professor an der Universität Potsdam und am DIfE, wo er seine Forschungsarbeiten als Leiter der Abteilung „Fettzell-Entwicklung und Ernährung“ fortführt.

## Forschung
Schulz untersucht Entstehung von und mögliche Therapien für Adipositas und damit verbundene Stoffwechselerkrankungen (Metabolisches Syndrom). Sein Augenmerk richtet er auf die Entstehung von braunem Fettgewebe und weißem Fettgewebe aus Stammzellen, auf die Wirkung der Fettzellen im Körper und auf die Folgen der Abnahme brauner Fettzellen mit zunehmendem Alter. Diese Veränderung führt altersabhängig zu verschiedenen Stoffwechselstörungen; zum Beispiel sinkt der Energiebedarf nach dem Verlust braunen Fettgewebes, was das Übergewicht erhöhen kann. Braune Fettzellen dienen der Wärmeregulation und sind besonders bei Säuglingen vorhanden (aufgrund ihrer bezogen aufs Volumen größeren Oberfläche kühlen sie schneller aus als Erwachsene), aber auch bei Erwachsenen gibt es braunes Fettgewebe, vor allem am Oberkörper entlang der Schulterblätter, im Bereich der inneren Halsregionen und entlang der Wirbelsäule. Braune Fettzellen können im Gegensatz zu weißen Fettzellen, in denen der Körper überschüssige Energie in Form von Fett abspeichert (als Energiereserve und für die Wärmeisolierung), Fett direkt für die Wärmeerzeugung verbrennen. Weiße Fettzellen sammeln sich jedoch bei Übergewicht an allen möglichen, auch (zum Teil durch Alterungsprozesse bedingt) schädlichen Stellen im Körper und verdrängen Schulz zufolge zum Beispiel blutbildende Zellen im Knochenmark oder im Muskel. Dadurch verringern sie auch die Regenerationsfähigkeit dieser Gewebe und beeinträchtigen deren Funktion. Die Fettzellen im Knochen beeinträchtigen durch ein Enzym Blutbildung und Knochenheilung. Das betreffende Enzym ist auch in der Diabetesforschung bekannt und wird durch Gliptine gehemmt. Schulz fand, dass die Bildung von blutbildenden oder Fettzellen aus Stammzellen im Knochen auch von der Ernährung abhängt. Er sucht nach Therapieformen gegen Adipositas und deren Folgeerkrankungen durch Erhöhung der Anzahl brauner Fettzellen.
2007 zeigte er, dass der Fadenwurm Caenorhabditis elegans unter Glucoseeinschränkung länger lebt.
2018 erhielt er den Paul-Ehrlich-und-Ludwig-Darmstaedter-Nachwuchspreis für seine Arbeiten über weiße und braune Fettzellen. 2013 erhielt er einen ERC Starting Grant.